# Коблов, Владимир Леонидович
Владимир Леонидович Коблов (28 ноября 1926, Полторацк, Туркменская ССР — 19 декабря 2016, Москва, Российская Федерация) — советский государственный деятель, учёный в области радиоэлектроники, заместитель министра радиотехнической промышленности СССР (1979—1986), Герой Социалистического Труда.

## Биография
Окончил десять классов школы и Ленинградский институт авиационного приборостроения (ныне — ГУАП), после чего работал в КБ завода № 794 «Радиоприбор» в Ленинграде. С 1959 года являлся заместителем главного инженера НИИ радиоэлектроники, а с 1970 года — начальником СКБ-2.
Активно участвовал в разработке радиодальномеров, радиолокационных станций, прицельно-навигационного комплекса «Купол» для советских Военно-воздушных сил, в том числе истребителей и военно-транспортных самолётов.
Указом Президиума Верховного Совета СССР от 3 апреля 1975 года за «выдающиеся заслуги в создании, испытании и производстве тяжёлого военно-транспортного самолёта Ан-22» Владимиру Коблову было присвоено звание Героя Социалистического Труда с вручением ордена Ленина и золотой медали «Серп и Молот».
Позднее работал на высоких должностях в Министерстве радиопромышленности, в 1979—1986 годах занимал должность заместителя министра радиотехнической промышленности СССР. С 1986 года — заместитель, а с 1987 года — первый заместитель председателя Военно-промышленной комиссии Совета Министров СССР. После распада СССР являлся советником министра промышленности Российской Федерации по оборонному комплексу. Кроме того, заведовал кафедрой в Московском институте радиотехники, электроники и автоматики, защитил докторскую диссертацию. Являлся автором нескольких десятков научных работ, изобретений, ряда монографий.
Похоронен на Троекуровском кладбище (участок 13).

## Награды и звания
Герой Социалистического Труда (1975).
Награждён орденом Октябрьской Революции, двумя орденами «Знак Почёта» и медалями.
Лауреат Государственной премии СССР (1981).